# Dwór książęcy
Dwór książęcy (łac. curia) – forma zarządu wielkiej własności panującego lub feudała we wczesnym średniowieczu.
Dwory książęce pod zarządem włodarza organizowały w swoim zasięgu produkcję rolną, hodowlano-pasterską, myśliwską, rybołówczą. Gromadzono tam usługi i świadczenia tzw. osad służebnych, w których wytwarzano przedmioty rzemieślnicze lub świadczono usługi przetwórcze (hodowlane, pasterskie, myśliwskie, rybołówcze, bartnicze itp.).
W miarę postępu osadnictwa rozwijało się własne gospodarstwo książęce, początkowo obsługiwane przez niewolną czeladź i półwolnych chłopów książęcych, później przez poddanych osiadłych we wsiach książęcych. Wszelkie wykonane dobra szły na użytek rezydencji książęcych i związanych z panującym urzędników oraz jego służby. Rezydencje te przeważnie mieściły się w grodach państwowych.
Na wzór dworów książęcych były organizowane dwory innych feudałów, przede wszystkim kościelnych; zarówno w Polsce, w Czechach jak i na Rusi.

## Organizacja dworu książęcego w krajach słowiańskich
Osobą centralną na dworze książęcym (a także dworze królewskim) był książę (lub król) ze swoją rodziną. Koło niego mieścił się zespół osób pełniących funkcje administracyjne, wojskowe i duchowne. We wszystkich krajach słowiańskich struktura dworów książęcych była do siebie zbliżona, różniły się jednak tytuły urzędników dworskich.

## Tytuły urzędników dworskich
- Wojewoda (łac. comes palatinus) – odpowiadał za czynności wojskowe, sędziowskie i administracyjne. W Czechach te funkcje pełnił burgrabia praski, na Rusi tysiącznik, w Chorwacji tepčij lub ded, w Bułgarii kaw-chan[1].
- Marszałek (podkomorzy, komornik) – odpowiadał za czynności związane z majątkiem i podatkami[1]
- Stolnik – wraz z cześnikiem dbał o zaopatrzenie dworu w żywność i napoje[1].
- Cześnik – jw.[1].
- Koniuszy – odpowiadał za stadninę[1].
- Łowczy – odpowiadał za łowy[1].
- Skarbnik – odpowiadał za skarbiec[1].
- Wojski – odpowiadał za opiekę nad dworem książęcym podczas wojny[1].
- Włodarz – odpowiadał za zarządzaniem dobrami[1].
- Ministeriałowie – odpowiadający za pomniejsze funkcje[1].

Na dworze duży wpływ miało także duchowieństwo tworzące kapelę - jej członków nazywano kapelanami.

## Kancelaria
W późniejszym czasie z zespołu urzędników dworskich wyłoniła się kancelaria, na czele której stał kanclerz. Miał on do pomocy podkanclerzego oraz pisarzy, czyli skrybów, i notariuszy. Kancelaria z czasem zajęła centralne miejsce w zarządzie kraju i w jego reprezentacji za granicą.